# The Doctor's Mistake
The Doctor's Mistake è un cortometraggio muto del 1914 diretto da Oscar Eagle. Prodotto dalla Selig, il film aveva come interpreti Harold Vosburg, Adrienne Kroell, Walter Roberts, Vera Hamilton.

## Produzione
Il film fu prodotto dalla Selig Polyscope Company.

## Distribuzione
Distribuito dalla General Film Company, il film - un cortometraggio in una bobina - uscì nelle sale cinematografiche statunitensi il 10 giugno 1914.